# Diadumenian
Marcus Opellius Antoninus Diadumenianus sau Diadumenian (n. 14 septembrie 208 d.Hr. – d. 8 iunie 218 d.Hr., Antiohia, Coele-Syria⁠(d), Imperiul Roman) a fost fiul împăratului roman Macrinus, și a fost pentru scurt timp Cezar (în perioada mai 217-218) și Augustus (în 218).